# Йоахим Ернст фон Анхалт-Десау
Йоахим Ернст (II) фон Анхалт-Десау (на немски: Joachim Ernst (II) von Anhalt-Dessau, 28 юли 1592 в Десау, † 28 май 1615 в Десау) от род Аскани е наследствен принц на Анхалт-Десау.
Той е първият син на княз Йохан Георг I фон Анхалт-Десау (1567–1618) от Анхалт-Десау и първата му съпруга Доротея фон Мансфелд-Арнщай (1561–1594), дъщеря на Йохан Алберт VI, граф фон Мансфелд в Арнщайн.
Йоахим Ернст започва на 18 години активна военна служба и участва победоносно във войните на Рейн. Той се бие под командването на чичо му Христиан фон Анхалт-Бернбург на Маас и при обсадата на Лиеж. През 1604 г. е номиниран за полковник.
Йоахим Ернст умира преди баща си от едра шарка на 22 години. Преди това той предсказал точно дена и часа на смъртта си. Погребан е в дворцовата църква Мария в Десау.